# Осмоловські Іван і Марія
Осмоловський Іван — Праведник народів світу (7 січня 2003), Осмоловська Марія — Праведниця народів світу (7 січня 2003). Проживали Черкаси (тоді Черкаський район, Київська область), Україна. Дочка Фоменко (Осмоловська) Зінаїда — Праведниця народів світу (7 січня 2003) 

## Життєпис
Родина: Осмоловський Іван та його брат Осмоловський Онуфрій з сім'ями проживали в Черкасах. З початком німецько-радянської війни Онуфрій пішов на фронт. Його дружина єврейка Хая залишилася з двома дочками Аллою (8 років) і Валею (4 роки) в окупованих 22 серпня 1941 р. Черкасах.
Після оголошення окупантами наказу про переселення євреїв у гетто Хая вирішила не підкорятися. Вона залишилася в своїй квартирі в надії, що сусіди їх не видадуть. Протягом кількох місяців їх ніхто не зачіпав, Хая з дітьми не виходила з дому, а їжу їм приносили родина Івана Осмоловського.
12 квітня 1942 р. у квартиру увірвалися шуцман (поліцаї) і озброєні нацисти й наказали Хаї йти з ними. На дітей вони уваги не звертали, поки Алла не схопила матір за руку, щоб ту не заарештували. Дівчинку грубо відштовхнули, пошкодивши око та зламавши ногу. Хаю вивели, а через деякий час у квартиру спустилася сусідка і допомогла дітям піднятися до неї.
Пізніше поліція повернулися за дітьми, але, не знайшовши їх у квартирі, більше не шукали. Пізнім вечором прийшлв Іван Осмоловський з 17-ти річною дочкою Зінаїдою і забрали дітей з собою. Там вони жили до звільнення 14 грудня 1943 р. Черкаси.
Пройшло чимало часу, поки у Алли загоїлися рани і діти відійшли від психологічного потрясіння.
Зінаїда Осмоловська відволікала дітей від суму за матір'ю та допомагала в турботі за ними, ставилася як до рідних дітей і сприймала допомогу дочки позитивно, бо сама хворіла. Після повернення з війни батька дівчата перейшли жити до нього, але все ще були дуже прив'язані до дядька Івана та вважали Зінаїду другою матір'ю. Алла (після шлюбу Павленко) та Валя (після шлюбу Вакуленко) продовжували жити в Черкасах 7 січня 2003 р. Осмоловському Івану, Осмоловській Марії та Зінаїді Фоменко Яд Вашем присвоїв звання "Праведник народів світу". Імена увіковічненні на Стіні пошани. 